# Damousies
Damousies è un comune francese di 229 abitanti situato nel dipartimento del Nord nella regione dell'Alta Francia.
Il suo territorio comunale è bagnato dalle acque della Solre.

## Società

### Evoluzione demografica
Abitanti censiti